# 어쌔신 (1995년 영화)
《어쌔신》(영어: Assassins)는 1995년에 개봉한 미국의 영화이다.

## 줄거리
암살자 로버트 래스는 몇 년 전 스승 니콜라이를 살해했던 기억에 사로잡혀 은퇴를 계획한다. 래스가 임무를 수행하던 중, 그의 목표는 또 다른 암살자인 미구엘 베인에 의해 제거된다. 베인은 래스를 매우 존경하지만, 자신을 세계 최고의 암살자로 확립하기 위해 그를 죽이고 싶어 한다.
래스가 누가 베인을 보냈는지 알아내려 하는 동안, 그의 고용주는 그에게 은퇴를 가능하게 할 수익성 좋은 일자리를 제안한다: 일렉트라라는 악명 높은 컴퓨터 해커와 그녀가 소유한 컴퓨터 디스크를 구매하려는 네 명의 네덜란드 구매자를 죽이고, 그 디스크를 회수하는 것. 일렉트라는 그녀가 있는 건물에 CCTV 카메라와 방들 사이에서 원격으로 물건을 옮기는 정교한 메커니즘을 설치했다.
거래가 예정된 장소에서 베인은 네덜란드인 네 명을 찾아 제거하는데, 그들은 국제형사경찰기구 요원임이 밝혀진다. 베인이 다시 자신과 같은 목표를 노리고 있음을 깨달은 래스는 일렉트라를 살려주고 두 사람은 디스크를 가지고 탈출한다. 이 모든 상황에 겁먹은 일렉트라는 래스에게서 도망쳐 자신의 집으로 간다. 베인과 래스 모두 그녀를 따로 추적한다. 이어진 싸움에서 베인은 일렉트라의 이웃들을 죽이고 그녀를 죽이려 할 때 래스가 개입한다. 래스가 자신을 죽이고 싶어 하지 않는다는 것을 깨달은 일렉트라는 그를 믿기로 결정한다.
래스는 디스크를 대가로 받은 수수료를 서류 가방에 받는다. 그러나 그 서류 가방에는 그의 접선책이 설치한 폭탄이 들어 있었다. 목숨을 건 시도에서 살아남은 후, 래스는 일렉트라가 그가 돌아올지 확신할 수 없어서 디스크를 바꿔치기했다고 듣는다. 래스는 진짜 디스크에 대해 접선책에게 크게 늘어난 수수료를 요구하며, 그 돈은 푸에르토리코의 은행으로 송금되어야 한다고 말한다. 접선책은 동의하지만, 래스를 죽이기 위해 베인을 고용한다.
래스와 일렉트라는 은행으로 가고, 그곳에서 그는 베인이 인접한 버려진 호텔을 저격 지점으로 사용할 것이라고 결론 내린다. 15년 전, 래스는 같은 건물에서 니콜라이를 쏜 적이 있었다. 래스는 함정을 설치하여 돈을 얻고, 일렉트라의 도움으로 베인과 총격전을 벌인다. 베인이 죽은 것처럼 보이자 니콜라이가 나타나 자신이 몇 년 전 래스가 자신을 쐈을 때 방탄복을 입고 있었다고 밝힌다. 니콜라이가 그들 둘 모두를 죽이려 한다는 것을 깨달은 래스와 살아남은 베인은 둘 다 그를 총으로 쏴 죽인다. 짧은 동맹에도 불구하고, 베인은 등 돌린 래스에게 총을 겨눈다. 일렉트라는 선글라스를 쓰고, 래스는 그 반사를 이용하여 자신의 재킷을 통해 뒤로 총을 쏴 베인을 죽인다.
베인이 죽은 후, 래스와 일렉트라는 함께 떠난다. 그들의 진짜 이름은 조셉과 안나이다.

## 한국판 성우진

### KBS (1998년 10월 2일)
- 이정구 - 로버트 래스(실베스터 스탤론)
- 홍시호 - 미구엘 베인(안토니오 반데라스)
- 강희선 - 일렉트라(줄리안 무어)
- 유민석 - 알렌(스티브 카핸) / 은행장(악셀 앤더슨) / 택시 기사(존 라마르)
- 김규식 - 신부(월리 달튼)
- 이호인 - 니콜라이(안토니 다비도프)
- 김준 - 이웃집 주민(리드 다이아몬드) / 방송 기자(폴 투에프) / 은행원(안젤 바스게스)
- 강구한 - 남자(뮤즈 왓슨) / 구매자(카이 울프) / 경찰(스티븐 리스카) / 컴퓨터 음성
- 박규웅 - 경찰(존 하암스)
- 함수정 - 이웃집 주민(켈리 로완) / 동물 가게 주인(헤더 L. 하틀리)
- 문관일 - 호텔 주차장 직원(스콧 스터버) / 룸 서비스 웨이터(마크 워드포드) / 경찰
- 정미경 - 경찰(셜리 올리버) / 은행원(이본느 파이자)
- 주유랑 - 방송 기자(네리사 E. 윌리엄스) / 경찰(바바라 앤 클라인) / 안내 방송

### SBS (2005년 8월 20일)
- 이정구 - 래스(실베스터 스탤론)
- 홍시호 - 베인(안토니오 반데라스)
- 김지혜 - 일렉트라(줄리안 무어)
- 최옥희
- 권혁수
- 정동열
- 조경모
- 정옥주
- 김강산
- 정소영
- 이용순
- 이원준
- 최한